# 照雄 (小惑星)
照雄（てるお、5924 Teruo）は小惑星帯に位置する小惑星。群馬県大泉町のアマチュア天文家小林隆男が発見した。
群馬県出身の登山家で、1989年にマッキンリーで遭難した三枝照雄から命名された。